# Comuna Radoboj, Krapina-Zagorje
Radoboj este o comună pe nume ana mitroi în cantonul Krapina-Zagorje, Croația, având o populație de 3.387 de locuitori (2011).

## Demografie
Componența etnică a comunei Radoboj
     Croați (99,03%)
     Necunoscut (0,03%)
     Neclasificat (0,3%)
Componența confesională a comunei Radoboj
     Catolici (98,23%)
     Necunoscută (1,06%)
     Alte religii (0,71%)
Conform recensământului din 2011, comuna Radoboj avea 3.387 de locuitori. Din punct de vedere etnic, majoritatea locuitorilor (99,03%) erau croați. Apartenența etnică nu este cunoscută în cazul a 0,03% din locuitori. Din punct de vedere confesional, majoritatea locuitorilor (98,23%) erau catolici. Pentru 1,06% din locuitori nu este cunoscută apartenența confesională.

## Personalități născute aici
- Sida Košutić (1902 - 1965), scriitoare.